# Lilla Edets kommun
58°7′56″N 12°7′29″Ø / 58.13222°N 12.12472°Ø
Lilla Edet kommune ligger administrativt under det svenske län Västra Götaland. Geografisk ligger kommunen delvis i landskapet Västergötland, og delvis i Bohuslän. Kommunens administrationscenter ligger i Lilla Edet. Kommunen er en del af storbyregionen Storgöteborg. Kommunen grænser til Trollhättans, Ale, Kungälvs, Stenungsunds, Vänersborgs og Uddevalla kommuner. Kommunen deles af Göta älv med hovedbyen Lilla Edet på østsiden og Ström på vestre side af floden. Lilla Edet ligger langs E45. Bergslagsbanan (nu Norge-/Vänernbanan) skærer gennem den østlige del af kommunen.

## Byer
Lilla Edet kommune har fem byer.

indbyggere pr. 31. december 2005.
| #  | By         | Indbyggere |
| -- | ---------- | ---------- |
| 1. | Lilla Edet | 4.936      |
| 2. | Lödöse     | 1.265      |
| 3. | Göta       | 962        |
| 4. | Nygård     | 436        |
| 5. | Hjärtum    | 384        |

- Wikimedia Commons har flere filer relateret til Lilla Edets kommun